# Pfarrkirche Wippenham

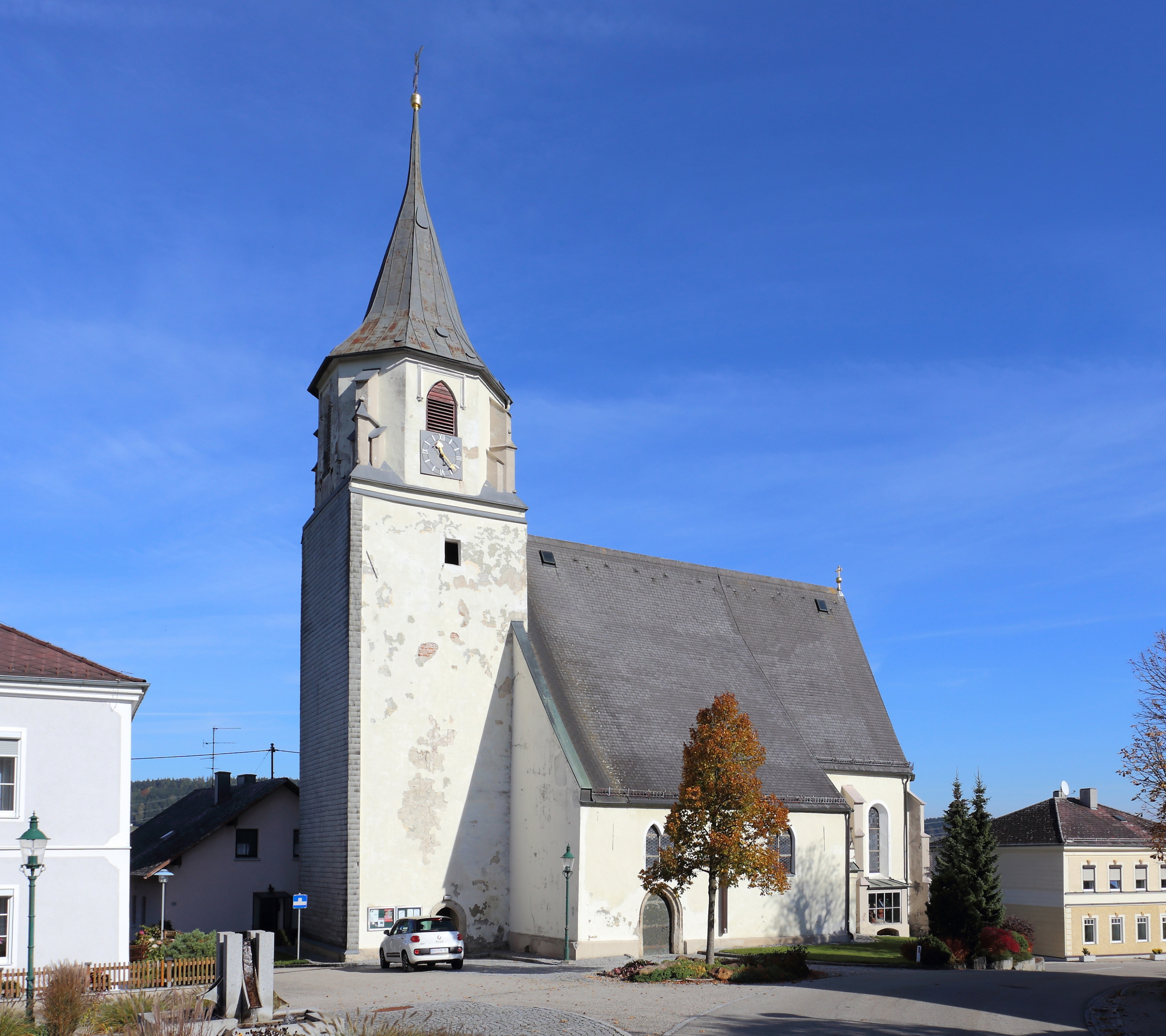
Pfarrkirche Mariä Namen in Wippenham

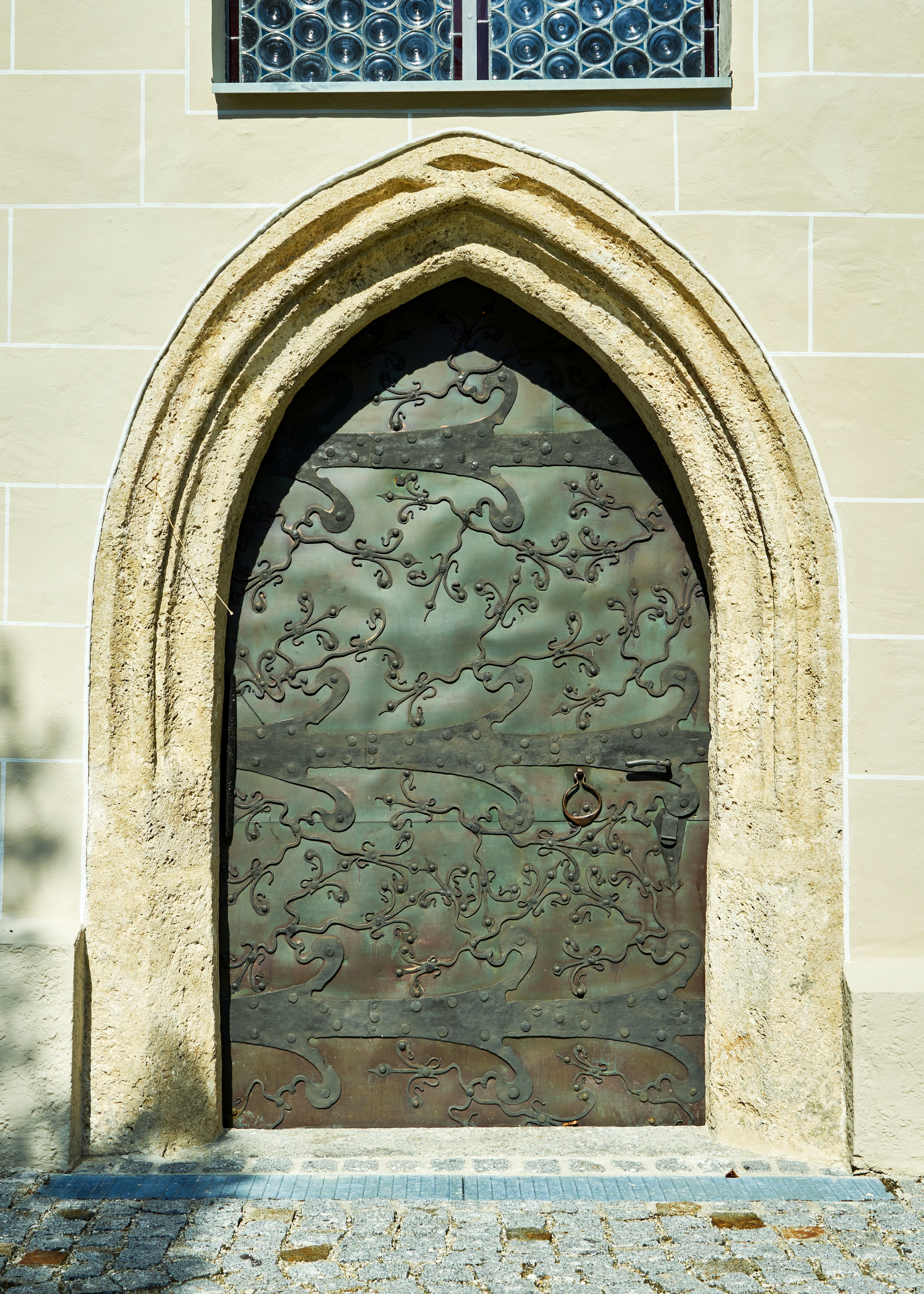
Gotisches Südportal

Die Pfarrkirche Wippenham steht im Ort Wippenham in der Gemeinde Wippenham in Oberösterreich. Die römisch-katholische Pfarrkirche Mariä Namen gehört zum Dekanat Reichersberg in der Diözese Linz. Die Kirche steht unter Denkmalschutz (Listeneintrag).

## Geschichte
Urkundlich wurde im Jahr 1320 ein Kirchenbau am Ort genannt. Der Turm stammt aus dem 14., möglicherweise noch aus dem 13. Jahrhundert. In der zweiten Hälfte des 15. Jahrhunderts wurde das vermutlich ältere Langhaus eingewölbt und der Chor neu erbaut. Danach wurden die Sakristei, die Südkapelle, die Portalvorhalle und das Glockengeschoß erbaut. Nach einem Brand von 1811 wurden Wiederherstellungen des Turms erforderlich. Restaurierungen des Äußeren wurden wiederholt, zuletzt 2014 durchgeführt.

## Architektur
Die spätgotische Kirche hat ein weiträumiges, zweijochiges Langhaus und einen einjochigen Chor mit einem Fünfachtelschluss, beide unter einem Netzrippengewölbe. Die dreiachsige Westempore ist sternrippenunterwölbt. Das zweijochige, südliche Seitenschiff hat ein flaches Hängekuppelgewölbe. Der mächtige Westturm mit einer achtseitigen Glockenstube trägt ein Pyramidendach. Das gotische Südportal hat eine Tür mit einem reichen gotischen Beschlag. Das Sakristeiportal ist gotisch. Der Turm mit quadratischem Grundriss ist möglicherweise teilweise noch romanisch/frühgotischen Ursprungs und erhielt in der Spätgotik ein achteckiges Glockengeschoß mit Zeltdach.

## Ausstattung

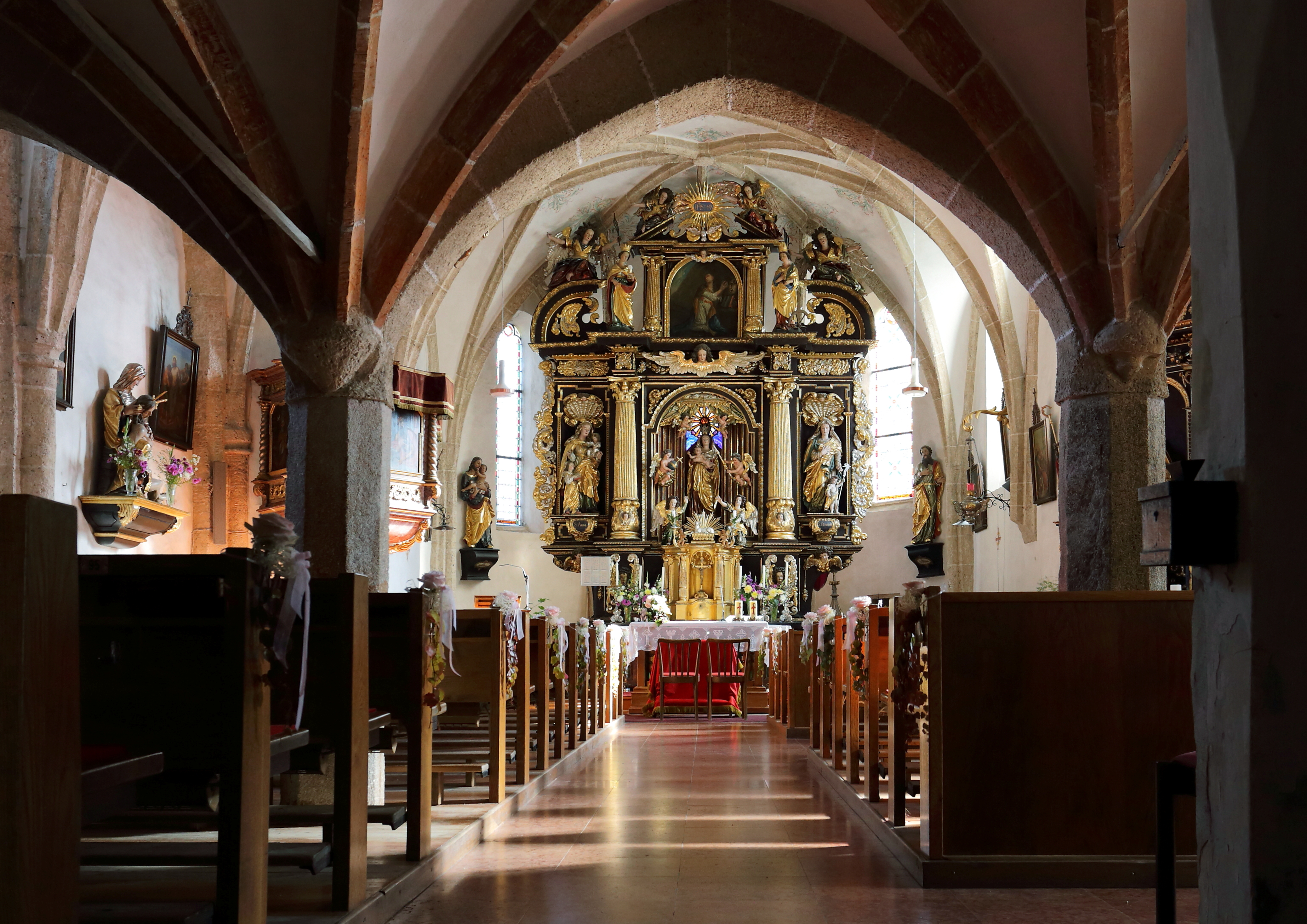
Innenansicht Richtung Chor

Der Hochaltar ist ein Werk aus dem Jahre 1659; er entstand unter dem Einfluss der Bildhauerfamilie Zürn und wurde 2024 zuletzt restauriert. Die gotische Statue Muttergottes entstand um 1500. Der Seitenaltar im südlichen Seitenschiff aus dem 3. Viertel des 17. Jahrhunderts trägt mittig die Figur der Hl. Margarethe in der Art des Johann Franz Schwanthaler aus dem 1. Viertel des 18. Jahrhunderts. Die Kanzel ist aus dem Ende des 17. Jahrhunderts. Es gibt mehrere barocke Statuen aus dem 17. und 18. Jahrhundert, darunter die Heiligen Josef mit Kind und Joachim im Chor aus dem zweiten Drittel des 18. Jahrhunderts; im Langhaus einen heiligen Bischof aus dem 1. Viertel des 18. Jahrhunderts (am rezenten Sockel bezeichnet mit Hl. Kilian), eine Pietà aus der zweiten Hälfte des 18. Jahrhunderts und des Heiligen Rochus aus der zweiten Hälfte des 18. Jahrhunderts. Am Durchgang zur Kapelle befindet sich eine ursprünglich nicht zusammengehörige Figurengruppe (rezent falsch bezeichnet als Heilige Johanna von Gott), eine weibliche Heilige aus dem zweiten Drittel des 17. Jahrhunderts mit einer nachträglich hinzugefügten Spindel als Attribut, seitlich davor ein beachtenswertes Jesuskind mit ausgebreiteten Armen aus dem dritten Drittel des 17. Jahrhunderts und einen heiligen Florian aus dem ersten Drittel des 18. Jahrhunderts.
Die Orgel ist ein Werk von Leopold Breinbauer von 1894 mit neugotischem Prospekt und acht Registern auf einem Manual.
Es gibt insgesamt vier Glocken, darunter eine aus dem 16. Jh. mit einem Relief des hl. Sebastian; die übrigen Glocken entstanden 1950.